# William Exshaw
William Edgar Exshaw (15 de febrero de 1866-16 de marzo de 1927) fue un deportista británico que compitió en vela en la clase tonelaje. Participó en los Juegos Olímpicos de París 1900, obteniendo dos medallas de oro en la clase 2 – 3 Ton (regata 1 y 2).

## Palmarés internacional
| Representando al Equipo Mixto |                 |                |                      |
| Juegos Olímpicos              |                 |                |                      |
| Año                           | Lugar           | Medalla        | Clase                |
| 1900                          | París (Francia) | Medalla de oro | 2 – 3 Ton (regata 1) |
| 1900                          | París (Francia) | Medalla de oro | 2 – 3 Ton (regata 2) |